# 藍鼻子變色龍
藍鼻子變色龍（学名：Calumma boettgeri）是詭避役屬下屬的一個物種，分布於馬達加斯加西北部，也是馬達加斯加的特有種。

## 特徵
吻端有個柔軟且形狀像松果的突起。雄性背部有成排的棘狀突起。